# Піт Жубер
Петрус Якобус Жубер, відоміший, як Піт Жубер (афр. Petrus Jacobus Joubert;20 січня 1834 — 28 березня 1900) — визначний південно-африканський політичний і військовий діяч. З 1880 по 1900 рік був генерал-комендантом Південно-Африканської Республіки.

## Ранні роки
Жубер народився в Канго, в районі Оудсхоорн, що у Капськой колонії. Був нащадком французьких гугенотів, які емігрували до Південної Африки невдовзі після скасування Нантського едикту Людовіком XIV. Залишившись сиротою в ранньому віці, Жубер мігрував у Трансвааль, де він влаштувався в районі Ваккерстроум неподалік Нек Ленха і північно-східному куті Наталю. Там він не тільки успішно займався фермерством, а й почав вивчення юриспруденції.

## Політична кар'єра
Визначні якості у господарюванні і в юридичній практиці призвели до його обрання у Фольксраад від району Ваккерстроум на початку шістдесятих років, коли Мартінус Преторіус відбував свій другий президентський термін. У 1870 р. Жубер був обраний повторно. Великий багаж правових знань і обізнаність у юридичних тонкощах забезпечили йому призначення Генеральним прокурором Республіки, а у 1875 році він виконував обов'язки президента за час відрядження Т.;Ф.Бюргерса у Європі.

## Перша британська анексія Трансваалю
Під час першої британської анексії Трансваалю, Жубер заробив собі репутацію непримиренного послідовного опозиціонера, відмовляючись виконувати свої функції під британським правлінням. Замість того, щоб прийняти високооплачувану посаду, яку йому запропонували, він узяв на себе провідну роль у створенні і керівництві повстання, яке призвело до війни 1880–1881. Зрештою він стає Генерал-комендантом бурських загонів, а потім членом тріумвірату, що встановив бурський Тимчасовий уряд, створений у грудні 1880 року у Гейдельберзі. Під час Першої англо-бурської війни Жубер командував бурськими загонами у битвах під Інгого, Маджубою, Лейнгс Нек.

## Пізніша політична кар'єра
У 1883 році він був кандидатом на посаду президента Трансваалю, але отримав лише 1171 голосів проти 3431, поданих за Крюгера. У 1893 році він знову виступає проти Крюгера в боротьбі за президентську посаду. Він представляє прогресивну частину бурського суспільства, яка хотіла в якійсь мірі виправити невдоволення уітландерів. Опитування (хоча є всі підстави вважати, що у виборчих списках було маніпулювати агентами Крюгер) було оголошено, що в результаті 7911 голоси було подано за час Крюгера і 7246 — за Жубера. Після протестів Жубер поступилися Крюгеру і той продовжував займати президентську посаду.
Вибори знову відбулися у 1898 році, але тим часом відбувся рейд Джеймсона. За Крюгер проголосувало 12858, а за Жубера — 2001. Позиції Жубера тоді стало значно ослаблені через звинувачення у зраді і співчуття до уітландерів.

## Друга англо-бурська війна
Він взяв незначну участь у переговорах, які закінчилися ультиматумом Крюгера, направленого британцям у 1899 р. З самого початку він командував операціями лише номінально. Часто не хотів брати на себе відповідальність. Через свою м'якість не вмів підпорядковувати своїй волі оточуючих. Його м'яка вдача, брак рішучості і наполегливості дали йому прізвисько «Слабкий Піт». Він вів в основному оборонні бої, а наступальні операції такі, як Еландслаахте і Віллов Грендж, не були ні заплановані, ні проведені ним.

## Смерть
Війна тривала. Фізична слабкість Жубера призвела до дострокового виходу його на пенсію. Невдовзі він помер в Преторії від перитоніту. Сер Джордж Уайт, захисник Ледісміта (Ladysmith), підсумував характер Жубера, назвавши його «Солдатом, джентльменом, і хоробрим і гідним супротивником».
На честь Піта Жубера пізніше назвали місто Пітсбург (нині Полокване), що на півночі Трансваалю (нині провінція Лімпопо).